# Wang Yip Tang
Wang Yip Tang (5 juni 1984) is een Hongkongs wielrenner.

## Belangrijkste overwinningen
2007
- Hongkongs kampioen tijdrijden, Elite
- 1e etappe Ronde van de Zuid-Chinese Zee
- Eindklassement Ronde van de Zuid-Chinese Zee

2009
- Oost-Aziatische Spelen

2010
- Hongkongs kampioen op de weg, Elite

Beuchat · Boillat · Bourgeouis · Burghardt · D.M.Chau · W.M.Chau · Fankhauser · Friedemann · Gollman · Kirsipuu · Locke · Ojavee · Tang · Tazreiter · Williams · Wong · Wu
Anderson · Avery · Bell · Beyer · Brammeier · Butler · Feng · Friedemann · Gazvoda · Jang · Jiang · Jiao · Lewis · Liu · Nishizono · Ojavee · Othman · Roth · Schnaidt · Tang · Traksel · Wu · Xu · Brenes (stagiair) · Cheung (stagiair) · Smith (stagiair)